# آدریانو گریمالدی
آدریانو گریمالدی (انگلیسی: Adriano Grimaldi؛ زادهٔ ۵ آوریل ۱۹۹۱) بازیکن فوتبال اهل آلمان است.
از باشگاه‌هایی که در آن بازی کرده‌است می‌توان به باشگاه فوتبال هایدنهایم، باشگاه فوتبال اس‌وی زاندهاوزن، باشگاه فوتبال اسنابروک، باشگاه فوتبال ماینتس ۰۵، باشگاه فوتبال فورتونا دوسلدورف، و باشگاه فوتبال زاکسن لایپزیگ اشاره کرد.
وی همچنین در تیم ملی فوتبال جوانان آلمان بازی کرده‌است.